# Rodrigo Maia
Rodrigo Felinto Ibarra Epitácio Maia (Santiago, 12 de junio de 1970) es un político brasileño, nacido en Chile. Es militante del partido de la Social Democracia brasileña (PSDB), y ejerció como presidente de la Cámara de Diputados de Brasil.

## Familia y estudios
Nació en 1970, en Santiago, junto a su gemelo. Su padre, César Maia, se encontraba exiliado en Chile debido a la dictadura militar que se inició en Brasil en 1964. La familia regresó a Brasil en 1973. Estudió economía en la Universidad Candido Mendes, y en la década de 1990 trabajó en los bancos BMG e Icatu.

## Carrera política
Inició su carrera política en 1996, cuando asumió como secretario de Gobierno de la Prefectura de Río de Janeiro. Dos años más tarde, en 1998, fue elegido por primera vez como diputado federal por Río de Janeiro, siendo reelegido en 2002, 2006, 2010 y 2014, cumpliendo actualmente su quinto mandato.
Con el impeachment a la presidenta de Brasil, Dilma Rousseff, y con la posesión de Michel Temer como presidente, Maia asumió en julio de 2016 como presidente de la Cámara de Diputados, y se convirtió en el primero en la línea de sucesión a la presidencia de la República. Fue reelegido como presidente de la Cámara para el bienio 2017–2019.
Se menciona en 2017 entre los beneficiarios de sobornos de Odebrecht.